# Stegomyia alorensis
Stegomyia alorensis is een muggensoort uit de familie van de steekmuggen (Culicidae). De wetenschappelijke naam van de soort is voor het eerst geldig gepubliceerd in 1932 door Bonne-Wepster & Brug.